# Andrea Leadsom

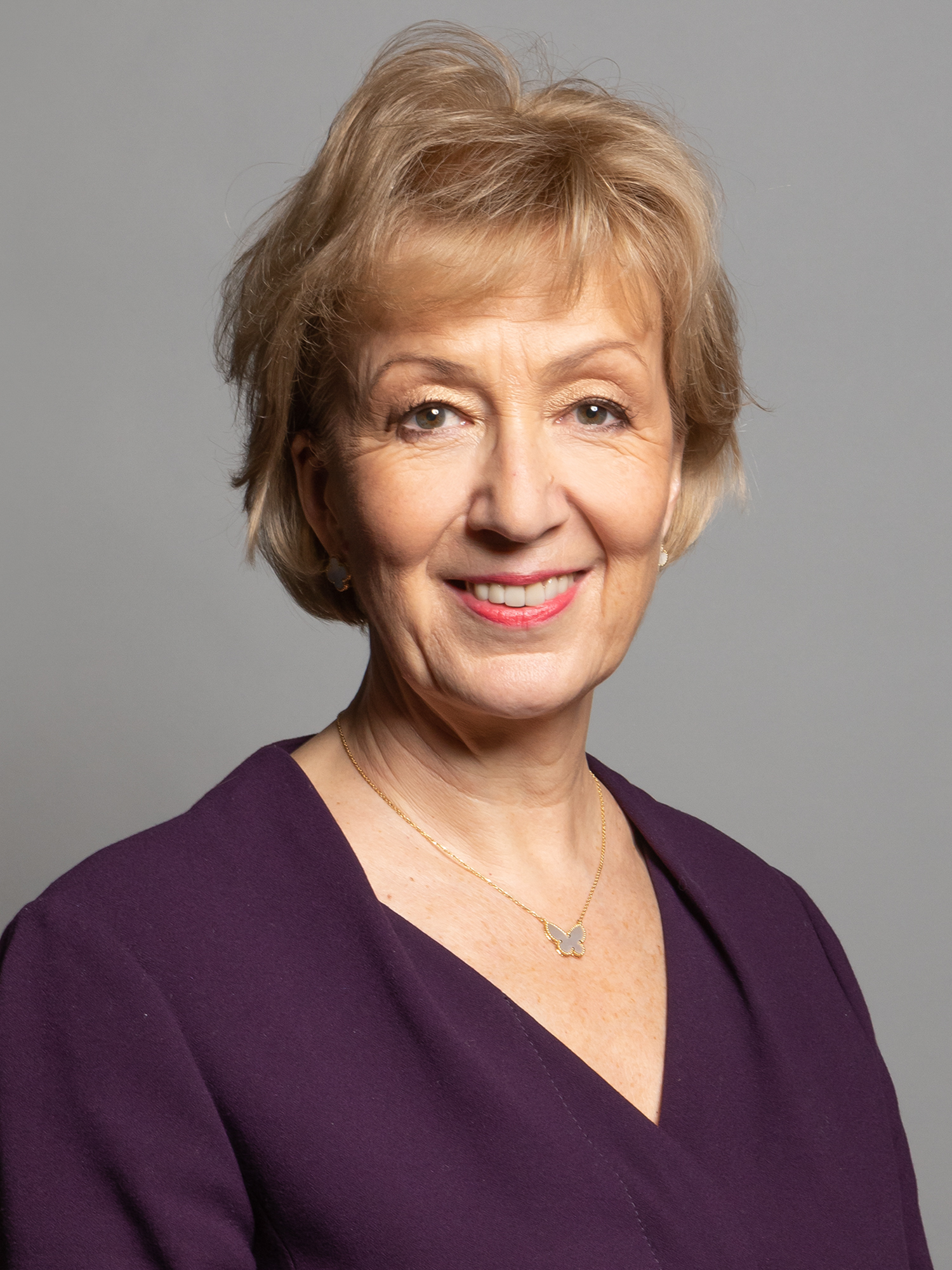
Andrea Leadsom, 2020

Andrea Jacqueline Leadsom (Aylesbury, Buckinghamshire, 13 de maio 1963) é uma política britânica do Partido Conservador. Candidatou-se à liderança do Partido Conservador, os Tories, em 4 de julho 2016. Em 11 de julho 2016 retirou a sua candidatura a Primeiro-ministro do Reino Unido.

## Vida
Depois de uma licenciatura em ciências políticas na Universidade de Warwick, Andrea Leadsom trabalhou durante 25 anos no setor bancário, entre outros para o Barclays, e como gerente de carteira para Invesco Perpetual. Em 1995, ela ajudou o chefe do Banco da Inglaterra, Eddie George, na luta contra os efeitos do colapso do Barings Bank.
Em 6 de maio de 2010, ela foi deputada no Parlamento do Reino Unido para o distrito de South Northamptonshire e trabalhou no Ministério das Finanças após as eleições gerais no Reino Unido em 2010. Em abril de 2014, Andrea Leadsom se juntou ao governo como secretária para o Tesouro, assumindo a responsabilidade para os serviços financeiros. Desde 11 de maio de 2015 ela é secretaria do Estado no Ministério de Energia e Mudanças Climáticas. É uma apoiante fervorosa do "Brexit", a saída do Reino Unido da União Europeia (UE). 

### Compromisso político
Em nome de David Cameron, Leadsom apoiou em 2013 e 2014, com os seus parceiros da União Europeia, concessões para manter o Reino Unido na Comunidade. Quando esses esforços fracassaram, Leadsom passou a apoiar o Referendo proposto sobre a adesão do Reino Unido da União Europeia e tornou-se um dos membros mais visíveis da campanha "Leave".
Após o "Leave" ganhar o referendo em 23 de junho 2016 com 52%, ela preconizou de negociações rápidas e curtas com a União Europeia.

## Vida privada
Andrea é casada com Ben Leadsom e tem três filhos. No seu tempo livre gosta de andar de bicicleta, caminhar no campo em Northamptonshire e passar o tempo com a família.